# Beni Hassen
Beni Hassen este un oraș în Guvernoratul Monastir, Tunisia.